# Gamochaeta malvinensis
Gamochaeta malvinensis là một loài thực vật có hoa trong họ Cúc. Loài này được (H.Koyama) T.R.Dudley mô tả khoa học đầu tiên năm 1981.